# Синячиха (посёлок)
Синячи́ха — посёлок в Алапаевском районе Свердловской области России. Входит в муниципальное образование Алапаевское. Расположен при одноимённой железнодорожной станции. Подчиняется Нижнесинячихинскому территориальному управлению.

## География
Посёлок Синячиха расположен в нижнем правобережье реки Синячихи
Посёлок находится к северо-востоку от Екатеринбурга и Нижнего Тагила, в 10 километрах к северу от города Алапаевска, в 1 километре к юго-западу от развилки региональных дорог Алапаевск — Нижняя Салда и Верхняя Синячиха — Ирбит. В посёлке  располагается железнодорожная станция Синячиха исторической Богословско-Сосьвинской железной дороги (прежнее название Межная) и современной Свердловской железной дороги. 

## История
В ближайших окрестностях Синячихи, в заброшенной шахте, в начале XX века были убиты большевиками члены российской императорской семьи великие князья и княжна Елизавета Фёдоровна. В настоящее время на месте их гибели построен мужской монастырь. Несмотря на то, что монастырь находится в полутора километрах от станционного посёлка к северо-западу, он относится к посёлку Синячиха.

## Уличная сеть
Две улицы Синячихи: Вокзальная и Синячихинская — проходят параллельно железной дороге.

## Население
| 2002 | 2010 |
| ---- | ---- |
| 60   | ↗74  |